# Menzenschwand
Menzenschwand is een dorp en kuuroord gelegen in de gemeente St. Blasien in het Zwarte Woud in de Duitse deelstaat Baden-Württemberg.

## Achtergrond
Menzenschwand bestaat uit twee dorpskernen, Vorderdorf en Hinterdorf en behoort met 700 inwoners tot een gemeente met het zuidoostelijk gelegen St. Blasien. Het dorp ligt tevens vijf kilometer zuidelijk gelegen van de 1493 meter hoge Feldberg. Het dorp ligt verscholen in de Albvallei, met in het oosten gelegen Bernau-vallei en westelijk de Schluchsee.
Het dorp werd voor het eerst vermeld in een geschrift uit 1328 met de naam Münsterschwand.

### Wapen
Tussen 1824 en 1834 heerst er in het dorp een conflict over het gemeentewapen. De dorpsraad had besloten in het wapen een staand hert zonder gewei neer te zetten met dennenbomen op de achtergrond. Later werd besloten de bomen te verwijderen en werd het hert alleen verkozen. Een inwoner beklaagde zich weer later dat het toch anders moest, hij refereerde aan een verhaal dat hem eens ter ore was gekomen over een hert dat achtervolgd was door een wolf die hem bij zijn poten verwond had, het hert wist echter te ontkomen maar moest het winterseizoen in een gesloten vallei doorbrengen. Toen de lente aanbrak kon het dier dat weer aangesterkt was zijn pad vervolgen.
Naar aanleiding van dat verhaal besloot men dat het dier in rusthouding werd afgebeeld in het wapen.

## Bekende bewoners
- Franz Xaver Winterhalter, koningshuis schilder.
- Alexander Spitz, Paralympische skiër